# 光叶红
光叶红（学名：Calycanthus floridus var. laevigatus）为蜡梅科夏蜡梅属下的一个变种。

## 扩展阅读
- 維基物種上的相關：光叶红